# Alexandr Ivanickij
Alexandr Vladimirovič Ivanickij (10. prosince 1937 Jarovaja – 22. července 2020) byl sovětský a ruský zápasník – volnostylař a sambista, olympijský vítěz z roku 1964.

## Sportovní kariéra
Narodil se v oblasti Donbasu do rodiny stavebního ekonoma. Od dvou let vyrůstal v Leningradu. Zápasení v sambo se věnoval od svých 17 let v místním klubu DSO Trud. Během povinné vojenské služby se začal zajímat o olympijský volný styl. Jeho osobním trenérem byl po celou sportovní kariéru Sergej Preobraženskij.
V sovětské volnostylařské reprezentace se začal pohybovat s přestupem do moskevského armádního tréninkového centra CSKA v roce 1959 a do užší výběru sovětské reprezentace se prosadil se zavedením nové váhové kategorie nad 97 kg v roce 1962. V roce 1964 startoval na olympijských hrách v Tokiu ve volném stylu. Od úvodního kola potvrzoval roli favorita a po 4. kole zůstal v soutěži sám s tureckým Bulharem Ljutvi Achmedovem. V souboji o zlatou olympijskou medaili s Ahmedovem měl výhodu v počtu nasbíraných negativních (klasifikačních) bodu a k vítězství v celém turnaji mu stačila remíza. Té nakonec po bezchybném taktickém výkonu dosáhl a získal zlatou olympijskou medaili. Sportovní kariéru ukončil v roce 1967 po zisku čtvrtého titulu mistra světa.
Po skončení sportovní kariéry pracoval jako funkcionář v Komsomolu a později se věnoval práci sportovního redaktora v televizi a rozhlasu.

## Výsledky

### Volný styl
| Turnaj            | 1962 | 1963 | 1964 | 1965 | 1966 |
| Turnaj            | 25   | 26   | 27   | 28   | 29   |
| Turnaj            | +97  | +97  | +97  | +97  | +97  |
| ----------------- | ---- | ---- | ---- | ---- | ---- |
| Olympijské hry    |      |      | 1.   |      |      |
| Mistrovství světa | 1.   | 1.   |      | 1.   | 1.   |